# مطبخ سامريني

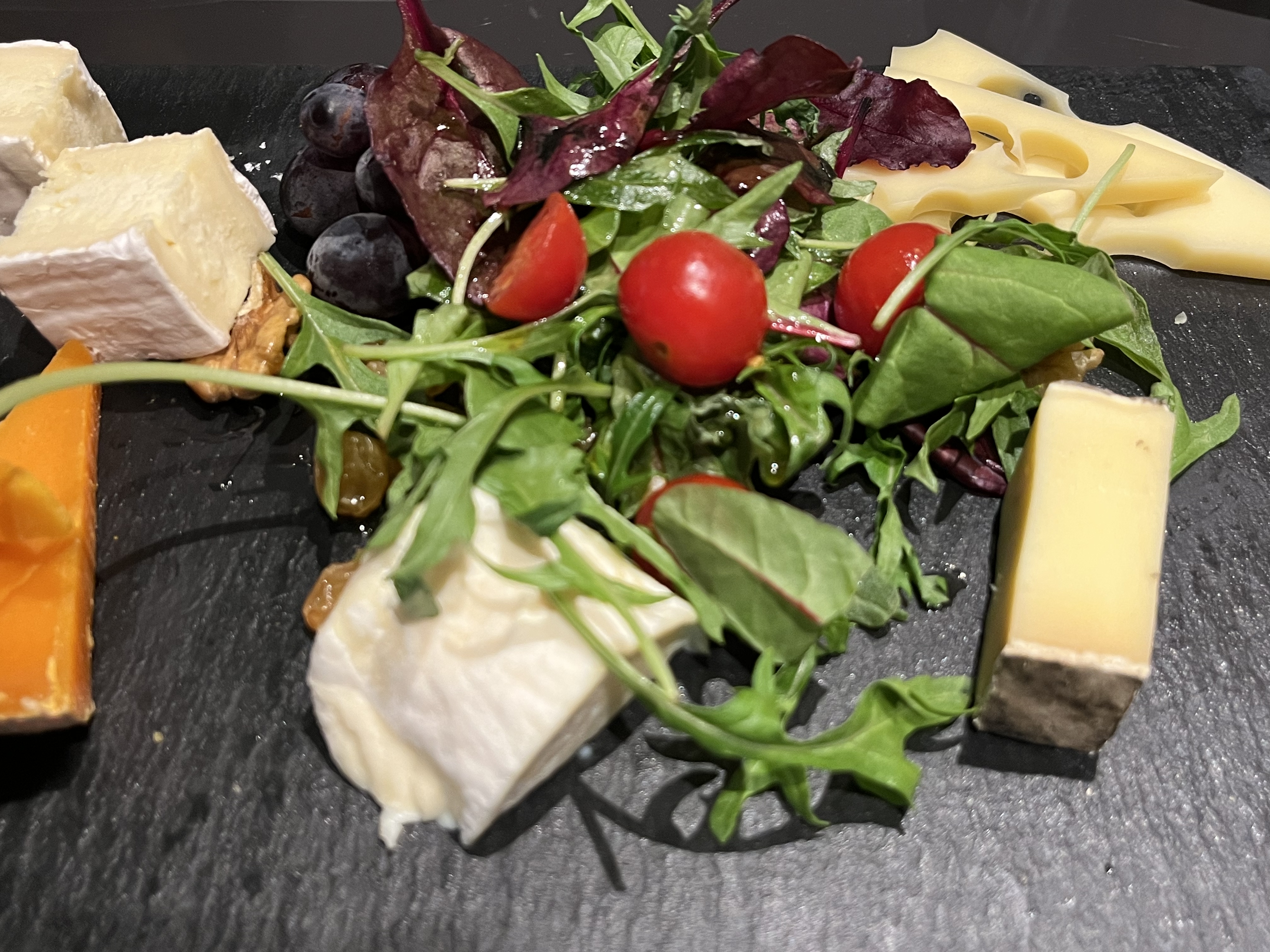
طبق بيادا أو بيادينا مع بريزولة. لا يقتصر طبق بيادا على المطبخ السامريني، بل هو منتشر أيضاً في المنطقة المجاورة، إميليا-رومانيا.

يشبه المطبخ السامريني أو مطبخ سان مارينو يشبه إلى حد كبير المطبخ الإيطالي، نظراً لأن سان مارينو دولة صغيرة محاطة بالكامل بإيطاليا، وخاصة مطبخ منطقتي إميليا-رومانيا وماركي المجاورتين. تتألف المنتجات الزراعية الأساسية في سان مارينو من الجبن والنبيذ والماشية، وصناعة الجبن هي النشاط الاقتصادي الأساسي في سان مارينو. شاركت سان مارينو في المعرض العالمي لعام 1889 [الإنجليزية]، وهو معرض عالمي أقيم في باريس، فرنسا، بثلاثة معارض للزيوت والجبن.

## الأطباق
تشمل الأطباق المحلية اللذيذة، فاجاليو كون لي كوتيكي، وهو حساء الفاصولياء مع لحم الخنزير المقدد لعيد الميلاد؛ وباستا إي تشيتشي، وهو حساء الحمص والنودلز بالثوم وإكليل الجبل؛ ونيدي دي رونديني، وهو طبق معكرونة مخبوز مع لحم الخنزير المدخن واللحم البقري والجبن وصلصة الطماطم؛ والأرنب المشوي بالشمر. إرباتسوني هو طبق يعتمد على السبانخ ويشمل الجبن والبصل. يوجد طبق يوجد في الغالب في بورغو ماجيوري يسمى بيادا [الإنجليزية]، ويتكون من خبز مسطح بحشوات مختلفة ويشبه إلى حد ما "بيادينا" في إميليا-رومانيا.

## الحلويات والسكاكر

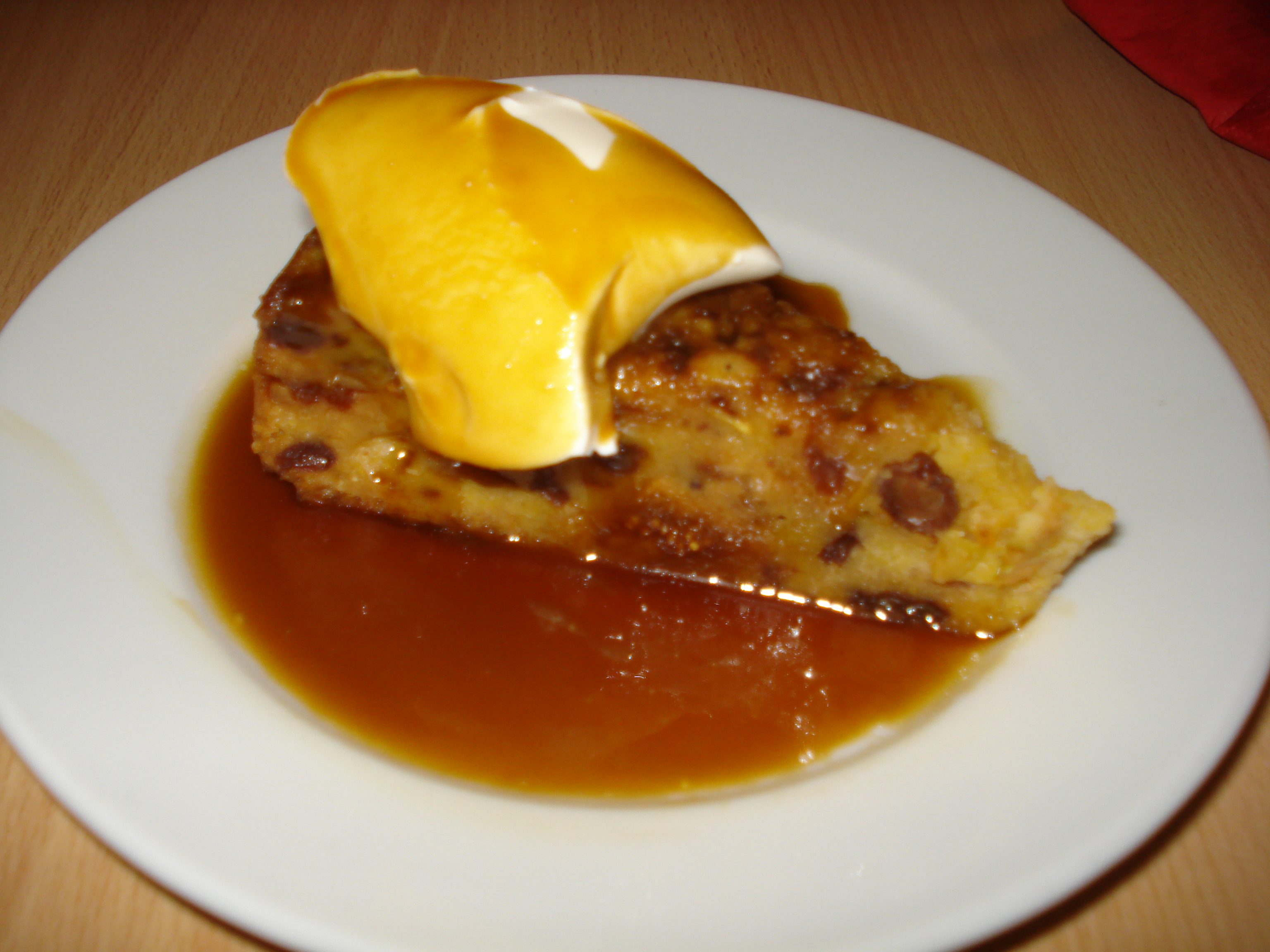
بوسترينغو

تشمل الحلويات كعكة تُعرف باسم تورتا تري مونتي، مستوحاة من الأبراج الثلاثة لسان مارينو، ومشابهة لكعكة الويفر ذات الطبقات المغطاة بالشوكولاتة؛ وتورتا تيتانو، وهي حلوى ذات طبقات مصنوعة من البسكويت والبندق والشوكولاتة والقشدة والقهوة. وبوسترينغو [الإنجليزية]، المستوحاة أيضاً من جبل مونتي تيتانو الرئيسي في سان مارينو؛ هي كعكة عيد الميلاد التقليدية المصنوعة من العسل والمكسرات والفواكه المجففة؛ وفيريتا، حلوى مصنوعة من البندق والبرالين ورقائق الشوكولاتة؛ وكاتشياتيلو، حلوى مصنوعة من الحليب والسكر والبيض، تشبه الكريم الكراميل؛ وزوبا دي تشيليجي، الكرز المطهي في النبيذ الأحمر المحلى ويقدم على خبز أبيض.

## المشروبات الكحولية

### النبيذ
تنتج المنطقة أيضاً أعدداً من أنواع النبيذ مثل بروجنيتو وتيسانو (نبيذ أحمر معتق في براميل) وبيانكال ورونكال (نبيذ أبيض). تُنظم صناعة النبيذ في سان مارينو من قبل جمعية نبيذ سان مارينو، وهي أيضاً منتج نبيذ واسع النطاق.

### المشروبات الروحية
تشمل مشروبات ليكور في المنطقة ميسترا بنكهة اليانسون، وتيلوس بنكهة الكمأة، وتامير شاخار العشبي.